# Pandèmia de COVID-19 a Hongria
La propagació de la pandèmia per coronavirus de 2019-2020 a Hongria es va detectar el 4 de març de 2020 amb el cas simultani de dos joves estudiants iranians que havien tornat recentment del seu país d'origen.
El 18 de març, la cap dels serveis mèdics, Cecília Müller, va anunciar que el virus s'havia estès a totes les parts del país.
En data del 18 d'abril, el país comptava 1.834 casos confirmats, 231 persones guarides i 172 morts.

## Cronologia

Cartell de consignes de prevenció del Covid-19

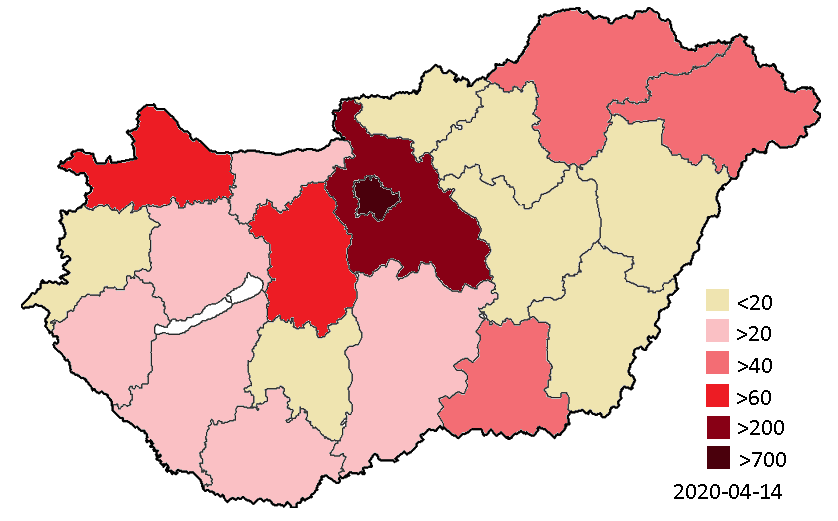
Distribució geogràfica dels casos confirmats de Covid-19

L'1 de febrer, el portaveu del National Command of Penalty Execution (BVOP) anuncià que els presoners de Debrecen i de Sátoraljaújhely havien començat la producció de màscares sanitàries. S'informà aleshores que produïen 20.000 caretes cada dia en torns de 12 hores. Aquestes s'havien emmagatzemat a diversos dipòsits de tot el país. Permeten així de poder lliurar les caretes necessàries als professionals de salut.
Quan l'epidèmia de coronavirus començà a estendre's a partir de la ciutat xinesa de Wuhan, els hongaresos que vivien a la Xina i volien tornar a Europa van ser repatriats cap a casa a partir de l'aterratge a França. Set persones que podien haver estat infectades pel virus van haver de fer llavors una quarantena durant dues setmanes. Com que no desenvoluparen la malaltia, després d'aquell període, van poder sortir del confinament el 16 de febrer.

## Dades estadístiques
Evolució del nombre de persones infectades amb COVID-19 a Hongria
Nombre de nous casos cada dia a Hongria
Evolució del nombre de morts del COVID-19 a Hongria
Nombre de víctimes mortals del Covid-19 cada dia a Hongria